# シーシェパード
シーシェパード環境保護団体（シーシェパードかんきょうほごだんたい、英: Sea Shepherd Conservation Society）、通称シーシェパードは海洋生物の保護のための直接行動を掲げる国際非営利組織の海洋環境保護団体。本部はアメリカ合衆国ワシントン州フライデーハーバー。母港はオーストラリア連邦。

## 概要
国際環境保護団体グリーンピースを脱退したカナダ人、ポール・ワトソンが1977年に設立した。アイスランドやノルウェーの捕鯨船を体当たりで沈没させるなど過激な行動で知られ、2005年からは南極海での日本の調査捕鯨を妨害するようになった。
反捕鯨のためであれば暴力的な手段を厭わない過激な活動を展開することから、日本、アメリカ、カナダの各政府からテロリストと名指しされたことがある。捕鯨関係者から「エコテロリスト」とも呼ばれている。日本でもネット上で一時期騒がれたことも有った。
アメリカ連邦高裁（第九巡回控訴裁判所）から海賊（海上武装勢力）の認定を受けており、法務省は団体の主要メンバーの日本入国を拒否している。また、代表のポール・ワトソンはICPOから国際指名手配され、2024年7月21日にグリーンランドにて逮捕されたが、その後釈放されている。

## 活動歴

### 主な抗議活動
- 1980年、マッコウクジラの捕獲一時停止への反対票をカナダの代表が投じたことで「彼等を殺す」とポール・ワトソンが脅迫したためカナダ政府は自国の警察を派遣し代表を保護している[17]。
- 1983年、カナダ警察が乗り込んだ際、舟のデッキの周りに電気ワイヤーをはりめぐらせた17人が逮捕される。ポール・ワトソンら3名が逃走するも逮捕[17]。
- 1986年、デンマークのフェロー諸島にてライフルを使用して捕鯨船のゴムボートを沈めようとし、フェロー諸島の警察にも発砲した。同海域にいた同団体の船舶はフェロー領海から退去命令を受ける。また、酸化リンを含む信号照明弾を警察に投げつけたり、ガソリンを警察の船に散布、ガソリンに火が付くように信号照明弾を投げつけた[17]。
- 1986年、アイスランドの鯨加工工場を爆破し破壊した。
- 1993年、ノルウェーの捕鯨船を浸水させる。
- 1993年、日本の漁船に銃弾1発を発砲している[17]。
- 1999年、ワシントン州のアメリカ・インディアン部族、マカー族が70年ぶりに捕鯨を再開。マカー族の領海を侵犯し、彼らの手漕ぎのカヌーに対してモーターボートで威嚇を行った。ケン・ニコルズはマカー族部族警官の制止を振り切って暴れ、部族警官に拘束された（詳細とその他のマカー族への妨害はマカ族#マカー族の捕鯨も参照）。
- 2002年、コスタリカ当局によると、グアテマラ沿岸で操業していたコスタリカ漁船の安全を脅かしたという。ワトソンによると、サメを密漁者から守るための行動だという[18][19]。
- 2007年9月8日、マカー族のカヌーによる捕鯨を領海を侵犯して威力妨害した。
- 2008年1月、カナダでオットセイを捕まえようとした調査船を妨害したとして、カナダ警察にメンバーが逮捕される。
- 2008年4月、 カナダ沿岸におけるアザラシ猟の妨害活動中に、「許可証なくアザラシに近づいた件」および「警備船に衝突した件」で、ファーリー・モワット号が拿捕。船長及び一等航海士が逮捕。後に罰金刑となる。

### 捕鯨に対する違法性を伴った抗議活動

#### 1979年
ポルトガル沿岸で、船首に100トンのコンクリートを取り付けたシーシェパード1世号で海賊捕鯨船シエラ号（Sierra）を180マイル追跡し、Leixões沖で二度にわたり体当たりし大破、航行不能に陥らせた。シエラ号はキプロス船籍ではあるが、日本の大洋漁業とノルウェーのFöreningsbankenの共同所有であり、ノルウェー人船長と日本人乗組員の下、国際捕鯨委員会による規則を遵守して操業し、鯨肉を日本の国内市場で流通させていたためターゲットにされた。翌年、修理された同船は何者かによって爆破、沈没させられた。ワトソンはすでにポルトガルを離れていたが、「これでシエラ号はもう捕鯨できないだろう。われわれはシーシェパード号のためにやったのだ」という匿名の声明文がUPI通信社に届けられた。

#### 2006年
南氷洋において抗議船ファーリー・モワット号が日本船籍の補給船オリエンタルブルーバード（Oriental Bluebird）に体当たりし、側面に打撃を与えた。これに対し、日本の調査捕鯨に批判的なオーストラリア環境相イアン・キャンベル（Ian Campbell）とニュージーランド環境相クリス・カーターが、暴力的な抗議手法を非難した。

#### 2007年
- 2月9日、調査捕鯨母船日新丸に対して抗議船2隻を接近させ、直撃すれば失明する恐れのある有害の化学物質である酪酸入りの瓶を投げ付けた。乗組員のうち1人は瓶の破片が、もう1人は液体が目に入り、船内で治療を受けた。尚、日新丸のスクリューに縄を絡ませようとした高速ボートが接近して沈没、オーストラリア人とアメリカ人の活動家2人が行方不明となった。 水産庁によると同団体は妨害活動を中止し、3時間後に日本側に救助要請した。日新丸も救助活動に参加、連絡が途絶えてから約7時間後に同団体が不明の2人を救助した。ジョニー・バシック会長はこの件に関し、「日本の捕鯨船には感謝しているが、今後も妨害活動は続けるつもりだ」と語った。
- 2月12日、抗議船を日本の目視調査船海幸丸に衝突させる。同団体は海幸丸が抗議船を回避しようとして別の抗議船に衝突したと主張。その後、海幸丸はスクリューが破損したと訴え遭難信号を出した。ニュージーランド当局も遭難信号を確認した。一方、抗議船は船体を損傷したが航行に支障はない。このことに関してワトソンは、オーストラリア及びニュージーランド当局が全力で捕鯨をやめさせるとの保証が得られるなら引き揚げると述べる一方、捕鯨妨害のため抗議船を捕鯨船の船尾に衝突させる（スクリュー、舵などの破壊の為）ことも辞さないと警告した。捕鯨船日新丸は、同年2月15日に船内において火災が発生し、乗務員である27歳の男性が焼死するという事故が発生した。
- この頃からアニマルプラネットの『Whale Wars（鯨戦争）』の番組スタッフを同行させ取材させるようになった。

#### 2008年
- 1月15日、日本の目視採集船第二勇新丸に対し酪酸瓶を投げつけ、ワイヤーをスクリューに絡ませようとした。同日、同団体の活動家2名が同船船内に不法侵入し拘束された。不法侵入者2名は同月17日オーストラリアの船に引き渡されたが、同日中に別の調査船に酪酸瓶で襲撃した。
- 3月3日、スティーブ・アーウィン号が、捕鯨船日新丸に100本以上の酪酸瓶を投げつけるなどの襲撃を行い、海上保安官2名と捕鯨船員2名に軽症を負わせた。外務副大臣の小野寺五典は、同団体が船籍を置くオランダの駐日特命全権大使を外務省に呼んで抗議した。同省の小田部陽一経済局長は、同団体の船が実質母港としているオーストラリアの駐日特命全権大使を呼んで抗議した。これら日本側の抗議に対して、オーストラリア連邦政府は一切応じないことを発表した。
- 3月7日、スティーブ・アーウィン号が、捕鯨船日新丸に4回にわたって異常接近し酪酸瓶を投げつけ、海上保安官が手投げ式音響警告弾を投擲し警告した。ポール・ワトソンは、この音響警告弾に関して、あらかじめ防弾チョッキに仕込んでおいた銃弾を用いて「捕鯨船に銃撃を受けた」と同乗したテレビクルーにアピールした。
- 3月9日、国際捕鯨委員会（IWC）において、全会一致で同団体の暴力行為に対する非難声明が採択された[25]。
- 8月18日、警視庁公安部は、公海上での海賊行為などで損害を受けた船舶の船籍国に捜査権を認めている「海洋航行不法行為防止条約」を初めて適用し、2007年2月の妨害行為について威力業務妨害容疑で同団体のメンバーであるアメリカ国籍とイギリス国籍の男性ら3人の逮捕状を請求した。警察庁は国際刑事警察機構を通じて国際指名手配する[26]。

#### 2009年
- 1月6日、調査捕鯨船が行方不明の乗組員を捜索する為に発信した救難信号で居場所をつきとめ、無灯火で近づき衝突を試みたが調査船に回避された。同団体は即座に行方不明者の捜索への協力と弁解したが、調査捕鯨船から無灯火の航行、他船への意図的な異常接近などの不法行為を指摘されると、行方不明者を捜索中の調査船団に対し、約4時間にわたって幾度も衝突を試み、執拗に行方不明者捜索の妨害をおこなった。また、日本側の同団体対策として人間に不快な周波数の音波を放射する音響兵器が使用された。同団体は、この装置により、妨害活動に集中することが困難になったことを認めざるを得ないとの声明を出し、日本側の同団体対策が功を奏したことが明らかになった[27]。
- 2月6日、スティーブ・アーウィン号が第三勇新丸の左舷後方に船体を激しく衝突させて押し続け、第三勇新丸の船体が大きく傾き非常に危険な状態となった[28][29]。

#### 2010年
- 1月6日、妨害活動を行っていた、同団体のアディ・ギル号と日本の監視船第2昭南丸が公海上で衝突する。アディ・ギル号が進路に割り込んできたという第2昭南丸側の主張に対し、完全に停船していたところにぶつかってきたと同団体は主張した。アディ・ギル号は船首部分が大破し船員の1人が肋骨を折ったが、第2昭南丸側の船員に被害はなかった。第2昭南丸は同団体に対する監視船で、捕鯨船は別行動のため日本の調査活動には影響はなかった。同団体はこの事件の直前まで、ロープを使用した危険な航行妨害や、異臭を放つ袋を甲板に投げ込む、目に当たれば失明のおそれがあるレーザー光線を照射する[30] などの直接的な攻撃行動を行っており、第2昭南丸側も放水などでこれに対抗していた。事件後、同団体は証拠として衝突の瞬間のビデオを公開し、オーストラリア政府に海軍による保護を要請したが受け入れられなかった。これに応じる形で第2昭南丸側から撮影されたビデオも、財団法人・日本鯨類研究所の公式ホームページより条件付きコピーレフトで公開された[31]。

同日、日本側が、ボブ・バーカー号が国連海洋法条約に違反し船をノルウェー船籍に偽装しているのを発見した。ボブ・バーカー号は日本の捕鯨船日新丸の進路を妨害したほか、その後も異常接近・緑色レーザー光線の照射などの妨害行為を行った。日本政府は、捕鯨船団が撮影した写真やビデオ映像をノルウェー政府に提供。これを受けてノルウェー外務省は、同日までに同団体に抗議文を送付した。船籍を偽造した理由について、ワトソンはボブ・バーカー号を捕鯨国の船と誤解させ、日本捕鯨船への接近を容易にしようとしたなどと説明した。
- 1月7日、オーストラリア政府は、ニュージーランド政府と共に海上保安当局が船舶衝突の実態解明調査を行うことを表明した。
- 1月8日、同団体は「海賊行為」の疑いで、監視船第2昭南丸の乗組員をオランダ司法当局に告訴した[34]。
- 同団体の公式発表では、アディ・ギル号は沈没したとされたが、同団体の小型船によって曳航された後にロープが切れ、放棄されて海上を漂う。船内には殺傷能力のある長さ80cmのクロスボウの矢4本が放置されており、また船体からは重油らしきものが流出していたのが確認された[35]。
- 2月6日、同団体はノルウェー政府の警告を無視し、再び船籍を偽造。同日、悪臭を放つ酪酸の入った瓶を「第3勇新丸」の甲板に投げ込む際に同船と衝突した[36]。
- 2月9日、ワトソンは南極海での捕鯨妨害の次は、地中海でクロマグロ漁の妨害を行うと宣言した。なお、日本人女性がスティーブ・アーウィン号に乗船している[37]。
- 2月10日、捕鯨船日新丸に対して、酪酸弾をロケットランチャーで発射、数人が負傷する。
- 2月12日、監視船第2昭南丸に対してロケット弾を発射し、デッキにいた乗組員3人が酪酸の飛沫を顔に浴びるなどして負傷する。
- 2月15日、アディ・ギル号の元船長であるピーター・ベスーンが、水上オートバイで監視船第2昭南丸に接近して、船内に侵入し、第2昭南丸の船長に「衝突の責任は第2昭南丸にある。三億円を請求する」などと書かれた書簡を手渡した。ベスーンはその後、船内で保護された[38]。
- 2月21日、捕鯨船日新丸に対し、約20分間レーザー光線を照射し、同船の調査を妨げる[39]。
- 3月12日、第3管区海上保安本部東京海上保安部が、アディ・ギル号の元船長ピーター・ベスーンを逮捕した[40]。
- 4月2日、東京地方検察庁がピーター・ベスーンを艦船侵入罪、傷害罪、威力業務妨害罪、銃刀法違反罪、器物損壊罪などで起訴した[41]。
- 4月30日、海上保安庁が「一連の犯罪行為を指揮していた疑いが強まった」として、艦船侵入・傷害・威力業務妨害・器物損壊などの容疑でポール・ワトソンの逮捕状を取得した。
- 6月23日、国際刑事警察機構（ICPO）は日本の要請を受けてポール・ワトソンを国際指名手配した[42][43]。なお、国際手配と言っても、「犯罪に関連していないか追加情報の提供を求める」であり「即時の逮捕・拘束を求める」ではない。
- 7月7日、東京地方裁判所は、ピーター・ベスーンの全ての罪状を有罪とし、懲役2年・執行猶予5年（求刑懲役2年）の判決を下した。ニュージーランドへ強制送還された[44]。
- 10月8日、本事件の一連の裁判の後になって、アディ・ギル号の元船長であるピーター・ベスーンが、日本の調査捕鯨船団の監視船「第2昭南丸」と衝突、沈没したのは、ポール・ワトソン代表の指示による自作自演の沈没だったことをラジオ・ニュージーランドで暴露した。元船長は、「高速船は衝突後、えい航可能な状態だったが、（沈没したと発表すれば）『世の同情を買い、テレビ映えする』として、わざと放棄、沈没させるようワトソン代表に指示された」と語った[45]。また「Facebook」上で、同団体とリーダーのポール・ワトソン船長を「不正直」で「道徳的に破綻」していると非難した。また、「故意に情報操作を行ったりウソにまみれた団体の一員であることは、もはや耐えられない」「毎月、何らかの大ウソが流されるのを見て、彼らの悪辣さに気づいた」「ウソは日常茶飯事で、重大なウソはみんなで示し合わせる」「衝突事件は自作自演」と暴露して、脱退することを明らかにした[46]

ニュージーランド海事当局によるアディ・ギル号と第2昭南丸の衝突事故の調査結果
2010年11月、ニュージーランド海事当局は、同年1月6日に発生した衝突事故の原因を究明した調査報告書を公表し、衝突の責任は双方にあり、どちらかが意図的に事故を引き起こしたという明確な証拠はなかったとした。産経新聞によると要点は以下のとおり。
- アディ・ギル号はニュージーランド海事当局の警告を振り切って出航していた。また、同船が寄航したオーストラリア海事当局も同船の設備調査を徹底せずに出港を許可していた[48]。
- 事故当時、船舶免許をもたないクルーが運転していた[48]。
- 第2昭南丸が救難信号に応じなかったという同団体の公式発表は虚偽であることが判明した[48]。
- アディ・ギル号の船員が事故で骨折したとの報告は、診断結果が出ないまま、ポール・ワトソンが、吹聴していたことが判明した[48]。
- アディ・ギル号の航行軌跡を残した記録装置を海に投げ捨て、証拠隠滅を図ろうとしていた疑惑が判明し、ニュージーランド海事当局の追及に、同団体は、記録装置が海に投げ捨てられたことを半ば認めた[48]。
- 一方、第2昭南丸は針路方向にアディ・ギル号が航行していることを把握しながらも、そのまま方向転換せずに突進。衝突地点の130メートル手前では、さらにアディ・ギル号の方へと右舷に舵を切っていたことが判明した。この直前の針路転換については、アディ・ギル号を第2昭南丸の放水砲の射程圏内に入れる必要があったためだと推察した[48]。

#### 2011年
- 1月1日、南極海で活動中のクジラを捕獲する捕鯨船、第3勇新丸に対し、スティーブ・アーウィン号とボブ・バーカー号に搭載された小型ボートが、第3勇新丸に瓶を投げつけたり、ロープでスクリューに絡ませようとしたり、約1時間妨害した。これに対して第3勇新丸は、警告放送、警告放水で応戦した[49]。
- 1月5日、第3勇新丸に対し、ゴジラ号で接近し、ロケットランチャーで着色弾を撃ち込んだり、瓶を投げつけたりして、約1時間40分にわたり、妨害した。また、スティーブ・アーウィン号からヘリコプターを飛ばし、妨害の様子を撮影した[50]。
- 1月6日、第2勇新丸に対し、スティーブ・アーウィン号の小型ボートで接近して、刺激臭の瓶を投げ、第2勇新丸に当てたり、金属製ロープをスクリューに投げ入れたりして3時間近く妨害した[51]。
- 1月9日、第2勇新丸に対し、ボブ・バーカー号の2隻の小型ボートで接近して、発光弾や発煙筒を投げ、甲板の一部が焼けたり、ネットにフックをかけようとしたり、40分間近く妨害した[52]。
- 1月30日、第3勇新丸に対し、ボブ・バーカー号の小型ボートから発煙筒を当てたり、ロープを投げるなど、1時間近く妨害した[53]。
- 2月3日、第3勇新丸に対し、ボブ・バーカー号の小型ボートから10本以上の酪酸瓶を投げて当てたりしてゴジラ号は航路を妨害した。
- 2月4日、第3勇新丸に対し、ボブ・バーカー号とゴジラ号から着色弾を発射したり、100本以上の酪酸瓶を投げて当てたりした。また、投げ入れたロープがスクリューに絡まり、航行速度が遅くなるなど航行に支障が出たため、一時、救難信号を発信した。妨害は約5時間続いた[54]。
- 2月9日、クジラを解体して持ち帰る捕鯨船の母船、日新丸に対し、ゴジラ号で接近しロープを引っ張るなどして進行の妨害、酪酸瓶と発煙筒と落下傘信号弾（炎を発しながら落下してくる）の投げ入れ、レーザー光線照射などの妨害行為をおこなった[55]。
- 2月10日、日新丸は、激しい妨害や追尾をされており、火器による妨害で乗組員の安全確保が出来ない為に調査捕鯨を一時中断した。また、捕鯨活動が出来なかったり、ロープの妨害による船の立ち往生の危険性もあった[56]。
- 2月11日、日新丸に対し、ゴジラ号が、緑色のレーザー光線を照射し妨害した[57]。
- 2月18日、日本政府は4隻の船団で3月中旬まで調査捕鯨を行う予定だったが、激しい妨害と日新丸が追尾を振り切れない状態が続いており、さらに、同団体が、もう1隻の妨害船を派遣する動きを見せた為に乗組員の生命、財産、調査船の安全を確保する為にやむをえず中止とした[58]。妨害による調査捕鯨の中止は初めてとなり、今季の捕獲頭数は172頭で、予定の900頭を大きく割り込んだ。一方、ポール・ワトソンは「一頭一頭のクジラを救うことが勝利だ。これはわれわれにとって大きな勝利だ」と述べ[59]、「妨害は1月には7割、2月はすべての捕鯨を妨害した。南極海でこれ以上捕鯨を許さない」と声明を出した[60]。グリーンピースジャパン事務局長佐藤潤一によると、調査捕鯨を中断したのは妨害活動以外にも理由があり、有り余る鯨肉在庫の一掃を狙った生産調整もそのひとつだという[61]。

#### 2012年
- 1月4日、ボブバーカー号の2隻の搭載ゴムボートが、第三勇新丸の航行を妨害するために、ロープ、ワイヤー、ブイを曳航しながら30回以上第三勇進丸の船首直前を横切るなどの妨害活動を行ったと水産庁が発表した[62]。
- 1月6日、水産庁に入った連絡によると、同上のゴムボート2隻が再度第三勇進丸に対して同様の行為を行ったほか、発炎筒を3本投擲した[63]。
- 1月6日、シーシェパードと行動を共にしている「フォレスト・レスキュー」の活動家3名が、シーシェパードのゴムボートを使って第二昭南丸に侵入して拘束された。その後3名はオーストラリア税関船に引き渡されたが、これについてギラード豪首相は同活動家達の行動を批判し費用の支払いを請求した[64]。
- 1月11日、スティーブ・アーウィン号の2隻の搭載ゴムボートが、第二勇進丸の船首直前にロープを投入し、酪酸と塗料の入ったビンを20本以上投擲し7本が第二勇新丸船内に着弾したと水産庁が発表した[65]。
- 1月18日、水産庁によると、同上のゴムボート2隻が、第二勇進丸の船首直前にワイヤーや鉄塊が付いたロープを6回投入したり、ロープに繋がれた鉄製のかぎ爪を第二勇進丸に投げつけ、ランチャー等で塗料の入った瓶を30本以上投擲し、第二勇進丸の乗組員2名がこれを浴びた。さらにゴムボートは第二勇進丸の舷側に接近し、船体側面の乗り込み防止用フロートのロープやネットをナイフで切断し、フロート1個を持ち去った。これに対して第二勇新丸の乗組員は放水と竹竿で対抗し、シーシェパードによるとカメラマンを含む3人が切り傷や打撲を負ったという[66]。
- 1月21日、水産庁によると、同上のゴムボート2隻が第二勇進丸に対してランチャー等を使って酪酸や塗料の入った瓶を投擲した。第二勇新丸側は放水などで警告した[67]。
- 2月11日、水産庁によると、スティーブ・アーウィン号から降ろされた小型ボート3隻とジェットスキー1台が、第二勇新丸の船首直前にロープを投入し、発炎筒、数十本の塗料瓶や酪酸瓶を投擲し、空気銃で刺激性物質入りの弾を発射した。これにより第二勇新丸のスクリューにロープが絡まったものの航行に支障はないという[68]。
- 2月12日、水産庁によると、同上のゴムボート2隻が、第二勇新丸の船首直前にワイヤや鉄管付きロープを投入し、5本の発炎筒、20本以上の塗料瓶や酪酸瓶を投擲した。ロープは第二勇新丸のスクリューに絡まり速力が低下した。第二勇新丸は警告するために放水を続け、接近防止用に投げ込んだブイのロープはナイフで切られたという[69]。
- 5月にワトソン容疑者はドイツの空港で拘束される。その後、保釈されるも7月にドイツ国外に逃亡。
- 8月、逃亡に伴い、国際刑事警察機構（ICPO）はワトソン容疑者の国際指名手配を「所在・身分の情報を求める」（青手配）から「即時の身柄拘束」（赤手配）に格上げ[13]。

#### 2013年
- 2月25日、南極海で活動中の調査捕鯨船日新丸の給油を妨害。日新丸と給油用タンカーの船体側面が損傷した[70]。

#### 2017年
- 8月29日、ワトソン代表が今冬の日本に対する妨害活動を実施しない旨を発表した[71]。偵察衛星の画像を用いた監視により、日本が妨害船を回避するようになったことを「軍事級の技術に太刀打ちできなくなった」としているほか、組織的な犯罪の処罰及び犯罪収益の規制等に関する法律（組織犯罪処罰法）の改正によって「テロ等準備罪」が新設されたことを活動中止の理由としている[71]。なお、ワトソン代表は「我々は忌々しい捕鯨が永遠に廃止されるまで、どのような理由があろうと決して止まることはない」と発言している[72]。

### 日本のイルカ漁に対する抗議活動
1982年
イルカ漁に抗議するためにシーシェパード代表のポール・ワトソンが訪日。イルカ漁を止めれば1頭につき100アメリカドルを支払うが、止めないならばシー・シェパード2世号を自沈させて港を封鎖すると脅したが、長崎県壱岐で県水産部次長と話し合いをもった結果、漁民はイルカを積極的に捕獲しているのではないという説明に納得して何もせずに帰った。
2003年
- 2003年、太地のイルカキャンペーンの一環として、和歌山県の東牟婁郡、太地町のイルカ漁に用いる網を切断する。これにより、同団体のアメリカ人とオランダ人のメンバー2名が逮捕された。2名は23日間拘束され、略式起訴の後、罰金30万-50万円の略式命令を受けた。また、同団体の公式ホームページに漁業関係者や県知事の住所、電話番号を日本語で掲載し、抗議の手紙、電話を送るよう推奨している[75]（活動の手法参照）。犯罪者の罰金はシーシェパードが支払った[76]。

2010年
- 9月3日、マイケル・ダルトンが、イルカ漁を妨害する為にメンバーを和歌山県東牟婁郡太地町に送りこんだ事を明かした。今後さらに20〜30人を派遣し、他の動物保護団体も合流する見通しと語った。また、定期的に、同団体のウェブサイトやYouTubeで、太地町での抗議活動を報告している。
- 9月13日、太地町の畠尻湾に、支援者とメンバーで幹部でもある、元警察官スコット・ウエストとその妻と娘らが訪れ、イルカの仕分け作業を撮影した。これに対して同団体に反発している保守系団体が街宣車で抗議した。また、2011年2月5日放送された日本の番組で、スコット・ウエストは「漁師達をいじめてるように見える、どうしてするのか？」との問いに対して「楽しい」と笑いながら答えた[77][78]。
- 9月27日、シーシェパードのメンバーでもあるザ・ブラック・フィッシュのメンバー3名が、捕獲されているイルカを逃がそうと生簀の網を切断して犯行声明を出した後、国外に逃亡した。しかしこれにより逃げ出したイルカはいなかった。
- 10月12日、太地町で、午前5時頃に、メンバー、支援者ら外国人10人が、イルカ漁に出ようとする漁業関係者に中止するよう詰め寄り、和歌山県警察が出動し一時騒然となり、その後は排除された。メンバーは「きょうだい、この漁。赤ちゃんがいる、ベイビーイルカ。妊婦さんのイルカ。獲ったらおかしい」となどと抗議した[79]。また、スコット・ウエストが、「滞在の目的はこの入江に注目を集めることです。毎日報告することで、この事実を全世界に知らしめることができるのです。長期的にはイルカ漁をやめさせるのが目的です」とし、さらに活動資金の為に太地町滞在している事も認めた[80]。
- 10月14日、太地町で、イルカ漁への抗議を世界各地の在外公館前などで行おうと、アメリカ合衆国の反イルカ漁団体のsave japan dolphinsが、発信した呼びかけを受け、メンバーと支援者が太地町長への面会を求め、太地役場に押しかけて職員や漁業関係者と押し問答となった。当然、門前払いされ、全く相手にされなかった。その後、スコット・ウエストと支援者は、米と酒を捧げることで漁師たちが犯した罪の償いだとして、入り江にバラの花やコメ、日本酒を海に撒いた。[81]

太地町とシーシェパードの意見交換会
- 11月2日、シーシェパードなどの反捕鯨団体と太地町側との間で初の意見交換会が行われた[82][83]。反捕鯨団体側は、太地町側に度々、面会を申し入れていたが、町側は再三にわたり拒否していたため、「町の立場を説明すべきだ」として、シーシェパードと交流のある県内の漁業組合や政治家で作る新宮市の民間団体「太地町のイルカ漁を考える会」が両者の間に入る形で主催した[83][84][85]。開催の経緯について、太地町のイルカ漁を考える会会長の中平敦（地元の政治結社『日本世直会』の代表でもある）が中日新聞記者の吉岡逸夫に語ったところによると、当初、中平とシーシェパード幹部のスコット・ウェストはテレビ局を引き連れて和歌山県庁に抗議に行く予定であったが、太地町町長の三軒一高が「それなら自分が会う」と言ってきたために意見交換会が実現したという[86]。AP通信や中東の衛星テレビなど[87]、国内外合わせ、100人以上の報道陣が詰め掛けたが、主催者側が取材申し込み時に問題があったとして朝日新聞、毎日新聞、産経新聞など一部報道機関の入場を一方的に拒否[88]。これに抗議して、出席予定だったザ・コーヴの出演者リック・オバリーは参加をボイコット、「町長側がメディアの自由な報道に規制をかけた」と訴える声明文を会場入り口で報道各社に配った[88]。反捕鯨団体側からはシーシェパードのウェスト、ホエールマン・ファンデーションのジェフ・パンタコフら3団体の5人が、太地町側からは三軒町長、漁野伸一副町長、三原勝利町議会議長、くじらの博物館名誉館長の大隈清治、漁協幹部ら8人が出席したが、通訳を介していることもあり激しい議論とはならず、議論は平行線で終わった[88][89]。入場を拒否された報道機関は、会場周辺で終了を待ち、会を終えて出てきた出席者を取り囲んで取材した[89]。意見交換会終了後、所用があった三軒町長以外の漁野副町長、三原議長、杉森宮人・町漁協参事ら5人の出席のもと役場会議室で会見が行われた[90][91]。また、それまで取材や対話を拒んできた太地町漁協は意見交換会後、初めて公式にコメントを発表した[92]。

意見交換会におけるシーシェパードの主張
- ウェストは、「伝統と文化に対しては理解している。長く続いているからいいというものではなく、もう続けてはいけないものがあることも理解しなければならない。奴隷制度のように、時がくれば終わらせなければならないものがある」と主張した。また、「太地町の一握りの活動が日本の名誉を傷つけている」と主張した[89]。
- 「いつになったらイルカ漁をやめるのか」とし、「太地町がより良い方へ進むために何かできないか」と主張した[93]。
- 記者に「シーシェパードはどうして町側と話し合わず、暴力的な振る舞いをするのか」と問われ、「私は毎日現地に行っているし、だれとでも話し合う用意はある」と回答した[89]。
- 寄付を集めてイルカを買い取ることを提案した[94]。

意見交換会における太地町側の主張
- 太地町側は、「太地町民が決めること。一方的な価値観を押し付けないで」とし、「捕鯨は生活の糧。地域の食文化について不毛な議論はしたくないが、必要に応じ理解を求めていきたい」と反論した[93]。
- 映画『ザ・コーヴ』について「差別、偏見に満ちており、血の海となるような手法も数年前からやっていない」と反論した[95]。
- 三軒町長は、「科学的根拠に基づいて適法に行っている」とし[96]、「価値観の違いは明確。意見の行き違いは交わることはない」と反論した[93]。
- 漁野副町長は「食文化や風習を尊重し合うべきだ」と反論した[84]。
- 三原議長は、「シー・シェパードはいつも一方的な価値観を押しつけてくる。イルカは魚でないと言うが、こちらは資源と考えている」と反論した[89]。

意見交換会後の記者会見
- シーシェパードのウェストは、「伝統や文化が重要なのは分かるが、イルカ漁や捕鯨は野蛮。やめるまで活動する」と語った[93]。
- 「地域の食文化や習慣について不毛な意見交換を続ける気はない」[93]、「小型鯨類の漁業者は、今後も法律を順守しながら漁業を続ける」という三軒町長のコメントが読み上げられた[90]。
- 三原議長は、「エコテロリストとして基本的に考えは変わっていない」とシーシェパードを批判し[90]、「（団体の）実態が理解できた。これまでの食生活は今後も続けていく」と語った[97]。

意見交換会後に太地町漁協が発表した談話
- 「太地の伝統はいわれのない攻撃に屈することなく存続する」とし、「うそのシナリオで、世間の人々に誤った認識を持たせ続けようとしている」とシーシェパードを非難し、「太地の人々は団結しており、攻撃は成功しない」などとする談話を発表した[92]。

2011年
- 12月、シーシェパードの支援者でオランダ国籍のアーウィンマルコピーターアド・フェルミューレンが、ハナゴンドウ搬送の警備にあたっていた太地町在住の男性に暴行を加えたとして和歌山県警に逮捕された。フェルミューレンは立ち入り禁止区域の堤防に無理やり侵入しようとし、これを止めようとした男性の胸を突くなどして暴行したという[98]。翌2012年2月、和歌山地裁は被害男性の証言は信用できないとしてフェルミューレンに無罪判決を言い渡した[99]。

2012年
- 10月8日、シーシェパードメンバーのドイツ人のニルス・グレスキーズがくじら浜公園にある捕鯨モニュメントを破壊したとして、器物損壊の容疑で和歌山県警に逮捕された[100]。

## シーシェパードと主な活動家に対する法的措置

### ポール・ワトソン
1979年7月、ポール・ワトソンはポルトガル沖でシーシェパード号で体当たりした際、捕鯨船シエラ号の42名の乗組員の生命を脅かし、また、定員をはるかに下回るたった3名の乗組員でシーシェパード号を出航させた容疑でポルトガル当局に逮捕された。
2010年6月23日には国際刑事警察機構（ICPO）が日本の要請を受けて、ポール・ワトソンを「青手配（犯罪に関連していないか追加情報の提供を求める）」で国際指名手配した。2012年5月13日、ポール・ワトソンはコスタリカのサメ漁船に対する航行妨害の容疑で出ていた日本の手配とは別の逮捕状に基づき、フランクフルトでドイツ当局に逮捕されたが、保釈中に逃亡した。このため、2012年9月14日にICPOは「赤手配（国内法で可能ならば即時の逮捕・拘束を求める）」に格上げをしてポール・ワトソンを国際指名手配した。その後、ポール・ワトソンは、2013年秋にアメリカに逃亡して9ヶ月間滞在したあと、2014年夏にフランスに逃亡し2015年時点まで滞在しているが、フランス政府は日本からのポール・ワトソン引渡し（犯罪人引渡し）要請を無視し続けている。
2024年7月21日デンマーク自治領グリーンランドのヌークに寄港したとき逮捕された。
しかし2024年12月、デンマークの司法省はポール・ワトソンを日本に引き渡さないと決定した。これに対し日本政府の林芳正官房長官は遺憾の意を表明した。
2025年4月8日、シー・シェパードはポール・ワトソンに対する国際手配をICPOが一時停止したと発表した。7月22日、ICPOはポール・ワトソンの国際手配を解除したと明らかにした。ICPOは「事件の事実関係についての判断ではなく、デンマークが日本への身柄引き渡しを拒否したとの新たな事実を踏まえて決定した」としている。

### ピーター・ベスーン
2010年2月15日、抗議船アディ・ギル号の船長ピーター・ベスーンが監視船「第2昭南丸」に不法侵入し身柄を拘束され、その後、海上保安庁に逮捕され、懲役2年・執行猶予5年の判決が下され、退去強制処分となった。

### 米国のシーシェパード
2011年12月、調査捕鯨を実施している日本鯨類研究所が、シーシェパードの調査捕鯨に対する危険な妨害行為や接近行為を差し止めるようワシントン州連邦地方裁判所（連邦地裁）に提訴（本訴）すると共に仮処分を要求した。
2012年3月、連邦地裁がこの仮処分の申し立てを棄却したので、同年4月に日本鯨類研究所は第九巡回控訴裁判所（連邦高裁）に仮処分棄却の再審理を求めて上訴し、同年12月にこれが認められ妨害行為差し止めの仮処分命令が発出された。
2013年2月、連邦地裁は連邦高裁の結審まで連邦高裁の仮処分命令以外の提訴（本訴）手続きを凍結した。また、この仮処分に違反してシーシェパードが南極海で妨害行為を行ったため、同月に日本鯨類研究所は連邦高裁に対してシーシェパードの法廷侮辱罪を申し立てた。同月には連邦高裁が改めて妨害行為差し止めの仮処分を認めシーシェパードを「海賊」として認定した。また連邦地裁判事の交代を命令し本訴を連邦地裁に差し戻した。2014年12月、連邦高裁がシーシェパード、ポール・ワトソン、6名のシーシェパード理事の法廷侮辱罪を裁定し、原告（日本鯨類研究所）の訴訟費用と妨害により受けた損害を弁済するよう命令した。
2015年4月、連邦高裁の法廷侮辱罪の裁定を不服としたシーシェパードらが合衆国最高裁判所に上告するも、同年6月、最高裁が上告を却下し、連邦高裁がシーシェパードらに下した法廷侮辱罪が確定した。これにより示談となり、シーシェパードは仮処分違反を認める形で255万ドル（3億1千万円）の賠償金を日本鯨類研究所に支払った。仮に引き続き妨害行為を繰り返せば、さらなる賠償金の支払い義務が生じることになる。
2016年8月、日本側が賠償金として受け取った3億1千万円の一部（金額非公開）を和解金としてシーシェパード側に支払い、シーシェパードは永久的に妨害を行わないことで両者が合意したことが日本鯨類研究所から発表された。この調停結果は米国のシーシェパードのみに効力を発揮しオーストラリアのシーシェパードには効力が及ばないため、豪州シーシェパードは従来通り妨害行為を続けると主張しているが、米国シーシェパードから豪州シーシェパードへの資金提供を行うことができなくなるため日本鯨類研究所は抑止効果が期待できるとしている。

## 活動の手法

### 懸賞金
シーシェパードは、クジラ、アザラシ、サメなどを殺害した者を逮捕・有罪に導く情報や環境保護活動家の殺人事件解決に導く情報提供に対して、最大25,000アメリカドルの懸賞金を出すとしている。

### 共同密漁取締
シーシェパードは南米エクアドルのガラパゴス諸島で、現地の海保当局と共同で密漁取締を行ってきた。2011年、ミクロネシア・パラオのジョンソン・トリビオン大統領が、サメの密漁船対策にシーシェパードの支援を取り付けたと報道されたが、後にトリビオンが翻意し支援は反故になった。

### メディアを駆使した資金集め
シーシェパードは、活動資金の大半を各界の著名人をはじめとする支持者や支援企業からの寄付で賄っており、2010年度の収入1,140万米ドル（約8億7,600万円）のうち84％は個人からの寄付で、残りはTシャツなどの商品販売で得ているという。日本の捕鯨やイルカ漁を妨害することによって寄付収入を増やし、それを元手に2009年以降抗議船2隻、撮影用ヘリ1機、攻撃用ゴムボート少なくとも4艘を購入するなど設備増強を行った。
2008年から北米地区で毎週金曜日のゴールデンタイムにアニマルプラネットで放映されている『クジラ戦争』（Whale Wars）は、シーシェパードの活動を記録したドキュメンタリー番組であり、アニマルプラネット歴代2位の視聴率を稼ぎ出す人気番組に成長した。シーシェパードは、同番組を通じて飛躍的に知名度を上げ、同番組は支持者や寄付者を増やすための中核的な宣伝媒体となった。そのため、日本の捕鯨やイルカ漁を「食い物」（農林水産省幹部）にして、寄付金収入を増大させてきたという批判がある。2011年、日本政府は南極海調査捕鯨の中止を決めたが、これにはシーシェパードに肩すかしを食らわせ、これ以上の宣伝用の光景を撮らせることを防ぐことによって経済的な打撃を与えたいという日本側の隠れた狙いがあると報道された。クジラ戦争にはこれ以外にも、危険な妨害行為を伝えながらシーシェパードの反捕鯨プロパガンダを一方的に紹介しているという批判や、同団体幹部が狙撃されたシーンなど、捏造ややらせ演出が指摘されている。一方、米国のメディアでは「捕鯨をめぐる賛否にかかわらず視聴者を楽しませるだろう」（ロサンゼルス・タイムズ）、「スリル満点のアドベンチャー番組」（ボストン・ヘラルド）などと番組を好意的に紹介するものもある。抗議船には、ハリウッド女優のダリル・ハンナやミシェル・ロドリゲスも乗船した。日本での放送予定はないが、米国以外ではオーストラリアなどの反捕鯨国で放送されている。
また、代表のポール・ワトソンが、和歌山県太地町のイルカ漁をテーマにしたドキュメンタリー映画『ザ・コーヴ』に出演するなど、それ以外のメディアにも積極的に登場している。
ピーター・ベスーンの判決が言い渡されたことについて、ワトソンは「ニュージーランドに帰ったら、英雄として迎えられるだろう。裁判は日本の捕鯨の違法性を世界に知らせる宣伝効果があった」とし、「裁判はかえって反捕鯨活動を力強いものにした」と述べ、注目されたことで支援金が集まり、抗議船の装備改良が可能になったほか、メンバーの士気も上がったと主張した。

## 日本人メンバー
マリコ、マイと名乗る日本人メンバーがおり、「盲目になっているビジネスマンと地球の奇跡の美しさを感じていない人たちの目を覚まさせるには、こういう団体があってもいいと思う」などとしている。
日本人乗組員はマスクをして顔が分からないようにしていたが、イズミ・スティーブンスと親川久仁子の二人はシーシェパードの乗組員であることを公に認めた初の日本人メンバーであり、親川は、日本テレビの取材に対して、日本が世界の規約に反する違法捕鯨を行っているとし、暴力でぶつかり合う様な場面もいとわず、地球やクジラを守るために命を落としてもかまわないと語った。

## 所有船
シーシェパードは、自らが「ネプチューンの海軍（Neptune's Navy）」と呼ぶ船舶や複数の小型複合艇を運用している。

### 現役
サム・サイモン号 (MV Sam Simon)
2012年にザ・シンプソンズの共同制作者のサム・サイモンの資金提供によりシーシェパードの所有船に加わると報道された。2012/2013二年期の南極海での捕鯨妨害活動から使用される予定。

### 退役
シーシェパード1世号 (Sea Shepherd I)
イギリス船籍の元トロール船。全長68メートル、排水量785トン。1979年夏、ポルトガル沿岸で捕鯨船シエラ号に体当たりし大破させた。翌年1月、賠償金代わりに押収されそうになったため、ポルトガル海軍が保管中の同船をポール・ワトソンが自沈。
シーシェパード2世号 (Sea Shepherd II)
イギリス船籍の元トロール船。全長55メートル、排水量658トン、1962年建造。1982年、ハワイから出航して長崎県壱岐のイルカ漁を妨害する計画を立てたが、ポール・ワトソンは漁民のほうに同情が集まり、訴えを聞いてもらえなさそうだと断念した。1983年、アザラシ漁を妨害した際に王立カナダ騎馬警察とカナダ沿岸警備隊に拿捕、押収された。ポール・ワトソンはこの取り扱いは不当だとカナダ政府を訴え、1985年に取り返し、エチオピアに援助物資を届けた。1990年、北太平洋で流し網漁を行っていた二隻の日本漁船に体当たりし、流し網を巻き取る装置を破壊した。1992年、日本の流し網漁の妨害活動の帰りに突如カナダ税関当局による査察を受け、7,500ドルの水先案内料を請求されたが、ポール・ワトソンが支払いを拒否。出航を禁じられ、やむなく5,000ドルで売却された。2004年、新たな所有者は船を再利用することなくバンクーバー島に放置し行方をくらませため老朽化。そのまま沈むと深刻な環境汚染を引き起こしかねないため、カナダ当局によってスクラップにされた。
サイリーニアン号（Sirenian、旧・エドワード・アビー号 (Edward Abbey)）
元はアメリカの沿岸警備隊巡視艇として1955年に建造された船。用途廃止された後に1991年に同団体が購入。1999年秋にシアトルで捕鯨推進派とのにらみ合いの際破壊されるが、修理・オーバーホールされた。sirenianとは英語で「ジュゴン目」という意味。
ホエールズ・フォーエバー号 (Whales Forever)
ファーリー・モワット号 (RV Farley Mowat)
元はノルウェーの漁業調査船として1956年に建造された船。全長54メートル、排水量657トン、1400馬力。1996年に同団体が購入し、シーシェパード3世号と名づけた。1999年にオーシャン・ウォリアー号に改名し、2002年から現在の名前となった。船の名の由来はカナダの環境運動家で作家のファーレイ・モウワット。2006年12月に一度、ベリーズから船籍を剥奪されているが、その後、オランダ船籍を取得した。2007年7月には、カナダのモホーク族の船籍も得た。右舷には「缶切り（can opener）」と名付けられた、7フィートの鋼鉄製の刃が取り付けられていた。2007年のキャンペーンでは、搭載された翼長2メートルの無線小型機2台から、捕鯨船乗組員に対してチョコレートパイを投げ落とすことも検討していると報じられた。2007年2月にロバートハンター号（現スティーブ・アーウィン号）とともに、日本の調査船を襲撃した。2008年4月12日、カナダ沿岸で商業アザラシ猟の妨害活動中に、沿岸警備隊により拿捕。その後は競売にかけられ、シーシェパードの手を離れた。フェアリー・モーワット号とも。
アディ・ギル号 (MY Ady Gil)
スティーブ・アーウィン号 (MY Steve Irwin)
排水量1,000トンの高速船。2007年1月南極海で、日本の調査船の調査捕鯨を妨害（彼らはリヴァイアサン作戦と呼んでいる）に参加したのが初任務である。2007年2月19日付でイギリスから船籍剥奪を通告されているが、その後すぐ、オランダ船籍を取得したとのことである。当初の船名であったRobert Hunter の名の由来は、カナダの環境活動家で2005年に亡くなった、ロバート・ハンター。この船は、取材中にエイに刺されて死んだテレビタレント兼活動保護家のスティーブ・アーウィンの妻の許可を得て、2007年12月にスティーブ・アーウィン号に改名した。2018年に退役した。
ブリジット・バルドー号（MV Brigitte Bardot、旧・ゴジラ号（Gojira））
高速船。シー・シェパードが運用する船舶としては初のオーストラリア船籍であった。航行速度は24ノット、全長は35メートル。元々は1998年に建造されたケーブル・アンド・ワイヤレス・アドベンチャラー号で、アースレース号に破られるまで、74日間世界一周の記録を保持していた高速トリマランである（なおアースレース号は、後にシー・シェパード抗議船アディ・ギル（Ady Gil）号となった）。2010年にシー・シェパードが400万ドルで購入し、2010/2011年二年期より捕鯨妨害活動に参加している。同じトリマラン（三胴船）であるアディ・ギル号と姿は似ているが、全長で1.5倍、排水量で3倍ほど大きい。なお船名は怪獣ゴジラのアルファベット記載として一般的な Godzilla ではなく、日本語風ローマ字にした Gojira である。ちなみに、ゴジラの著作権を保有している東宝には、一切届け出などは出されていないという。余談だが、映画『三大怪獣 地球最大の決戦』や『ゴジラvsデストロイア』でゴジラが鯨を捕食するシーンがあったことを、中沢健が自らのブログで指摘している。2011年5月、東宝の警告を受けて、女優で支持者でもあるブリジット・バルドーの同意を受け、船名が変更された。2021年に退役となり売却された。
ボブ・バーカー号 (MY Bob Barker)
元ノルウェーの捕鯨船。米国の有名司会者ボブ・バーカーによる500万ドルの寄付により購入され、彼の名前を冠する。後部デッキに小型ヘリコプターを搭載できるのが特徴。2009/2010年二年期より反捕鯨活動に参加。調査船への体当たり、またトーゴ船籍であるにもかかわらずノルウェー国旗を掲げるなど不法行為を繰り返し、2010年2月にはトーゴより船籍を剥奪され無国籍船となった。その後オランダ船籍を取得した。2022年に退役した。

## 和歌山県太地町の対応
和歌山県太地町においては、2010年にシーシェパードが数名の構成員を送り込んだのを始め、イルカ漁の漁期などに、シーシェパードが構成員を常駐させるようになったため、警察本部に「太地町特別警戒本部」が設置されたり、2011年過ぎから、臨時交番が設置されたり、警察官が常駐したり、対策が強化された。住民の不安の解消や、反捕鯨団体と地元漁師とのトラブルの回避などが目的とされる。
例年8月には、反捕鯨団体による違法行為を想定して、和歌山県警と第5管区海上保安本部が、合同の警備訓練を太地町の太地漁港で行う。2012年の訓練では、和歌山県警察の植田秀人本部長が「反捕鯨活動は日本一国の問題ではない。関係機関が連携し、日本の威信をかけて取り組まなければならない」と述べ、また、海上保安庁の岩並秀一警備課長が「捕鯨に対する抗議活動は年々激しくなっている。違反行為は絶対許してはいけない。連携し万全の体制で臨みたい」と述べた。
2011年、和歌山県の仁坂吉伸知事は「世の中にはいろんな主張をする人がいるが、明らかな犯罪行為は取り締まらないといけない」と治安体制を強化することの必要性を述べた。
また、2012年の臨時交番の開所の際に、和歌山県警の植田本部長は、「反捕鯨団体の活動や主張は目に余る。伝統文化と住民を守るため、違法行為への対応に万全を期さなければならない。法と証拠に基づき厳正に対処していく」と訓示した。
2013年3月の警察の説明では、過激な環境保護団体シーシェパードなどは、（2003年ごろから）漁に使用する仕切り網の切断や、古式捕鯨を象徴するモニュメントの損壊など、違法事案（エコテロリズム）を行ったと名指しした。また、暴行事件もあったとも報じられる。

### シーシェパード排除へ太地町の陳情
2011年3月、太地町の三軒一高町長や漁協・貝良文参事らが上京し、自民党捕鯨議員連盟に陳情を行った。提出した陳情書では、太地町の町民への反捕鯨団体（とくにシーシェパード）による嫌がらせと基本的人権の侵害を訴え、漁業妨害に対する法的規制や捕鯨を守る法的処置を求めている。
2012年6月、三軒町長や貝参事らは、民主党（当時）の捕鯨対策議員協議会・会長の小平忠正衆院議員らが太地町を訪れた際に、反捕鯨団体の妨害活動に触れ、「（シーシェパードの構成員は）観光だというが、妨害活動のために来日しているのは明らか。入国できないようにできないか」と陳情をした。この時は、「（法的に難しいので、）現場で違法行為があれば記録することが大事。うまく対応しなければならない」と 回答があった。
2013年1月、三軒町長などは、当時の法務大臣である谷垣禎一（自民党）に反捕鯨団体シーシェパードのメンバーの入国拒否等の内容を含んだ捕鯨に関する陳情を行った。

## 影響

### 批判・非難
シーシェパードは水産庁や日本鯨類研究所（日鯨研）から「テロリスト集団」と名指しで非難されている。日鯨研スタッフで、スポークスマン的存在を務めるニュージーランド人、グレン・インウッド（Glenn Inwood）はシーシェパード代表のポール・ワトソンを批判して、メンバーに対してカルト教団の教祖のように振る舞い、クジラを救っていると信じ込ませ、オーストラリアやニュージーランドのメディアに対しては「日本の調査捕鯨は違法」だとウソをついて「日本という『敵』をつくり、正しい情報を知らない反捕鯨国の住民から資金を集めている」と語った。2011年12月、日鯨研は、シーシェパード本部のあるワシントン州の連邦地裁に調査捕鯨の妨害差し止めと船団への接近禁止を求める訴訟を起こした。2012年2月、連邦地裁は、日鯨研による妨害差し止めの仮処分申請を棄却した。日鯨研と共同船舶が第9巡回控訴裁判所に上訴したところ、2012年12月、調査捕鯨への妨害行為の差し止めが認められ、日本の調査船の500ヤード（約460メートル）以内に近づくことを禁ずる仮処分命令が出された。シーシェパード側はこれを不服として、連邦最高裁に命令無効の申し立てを行ったが、2013年2月、この抗告は却下された。シーシェパード代表のポール・ワトソンは米SSと豪SSの代表から退くと発表し、今後の妨害活動は豪SSとして行うとしたが、これには米国で出された妨害差し止め命令をかわす狙いがあるとみられている。妨害の差し止めなどを求めた訴訟の過程で、同控訴裁判所はシーシェパードの行動が「自らの目的のために暴力を行使する海賊行為」に当たるという判断を示した。2013年4月、それまでの日本政府（民主党政権）は環境保護を主張するシーシェパードは海賊とはいえないという外務省の見解を採用していたが、米国の裁判所の海賊認定を受けて、自民党は海賊対処法改正を含めた法整備を検討しはじめた。ワトソンに代わり代表に就任したボブ・ブラウンは、米国で起こされた訴訟のため資金集めが難航しているとして、募金を呼び掛けた。
アメリカ連邦捜査局（FBI）の国内テロ対策課長を務めたジェームズ・ジャーボーは、2002年2月に下院公聴会で行った証言において、エコテロリズムとは（1）自然環境に影響する行為（2）環境政策上の対立（3）社会へのみせしめ効果を動機として対象を選定し、「被害者、または資産に対して暴力的な犯罪、またはその脅迫を行う行為」と定義し、1977年にシーシェパードが結成されて以来、世界中で起きるようになったとしている。一方、ポール・ワトソンによると、2009年、バージニア州クアンティコにあるFBIの訓練施設FBIアカデミー（FBI Academy）で講演を行ったことがあり、捜査官からシーシェパードが一線を踏み外さないよう忠告を受けたという。
カナダ安全情報局が作成したテロリズムに関する文書で、アザラシ漁や材木伐採の妨害活動を行っているワトソンとシーシェパードのことが言及された。2008年、アザラシ漁を妨害しようとして抗議船と乗組員が拘束された際、ニューファンドランド・ラブラドール州のダニー・ウィリアムズ首相はワトソンを「最低最悪な人間」で「テロリスト」だと非難した。
国際捕鯨委員会（IWC）では、1986年、アイスランドの捕鯨船を撃沈したことを理由にシーシェパードのオブザーバー資格を剥奪した。また、2008年には、日本の調査捕鯨に対する妨害活動を理由にシーシェパードを非難する議長声明を全会一致で採択した。 
2010年、ダライ・ラマ14世は、東京での記者会見で、シーシェパードに対し「（暴力的な）行動をやめるよう書簡を出した」と明らかにし、過激な活動を批判した。
2010年2月24日、インターナショナル・ヘラルド・トリビューンは、反捕鯨諸国の偽善性を指摘しながら異例の厳しさでシーシェパードを非難したフィリップ・バウリングのコラムを掲載した。
オーストラリア国内にも捕鯨問題とシーシェパードは切り離して考えるべきだという意見があり、豪紙オーストラリアンは2010年1月の記事でシーシェパードの活動を傲慢であり理不尽だと非難し、マスコミにシーシェパードを奨励してはならないと呼びかけた。また、2011年1月、オーストラリアのジュリア・ギラード首相は日本の調査捕鯨の妨害行為を行う同団体に対して警告を発した。
シーシェパードは、グリーンピースの創設にかかわったワトソンが、1977年に脱退して設立した反捕鯨団体であるが、グリーンピースの非暴力活動の方針を無視するなどしたため、グリーンピースから脱退を促した経緯があり、グリーンピースはシーシェパードと「一切関係がない」と言っている。グリーンピース・ジャパン元事務局長の星川淳によると、グリーンピースがここ2年間南極に抗議船を出していないのは、シーシェパードと同一視されるのはグリーンピースの活動にとって逆効果だからだという。日鯨研の石川創もグリーンピースが「過激団体と関係ない」と主張していると指摘した。
2012年3月、マルタの政治家はクロマグロ漁を行っている漁師から賄賂をもらっているとワトソンが非難したことに対して、マルタのローレンス・ゴンジ首相は名誉毀損でワトソンとシーシェパードを訴えると言明した。
2015年11月、産経新聞電子版は「太地町の妨害を密着ルポ　集う黒い活動家」と批判記事を配信した。

### 支持・支援
シーシェパードは2008/2009二年期の調査捕鯨終了時、毎日新聞の取材に対し、年間活動資金を約350万ドルと回答した。ほとんどは支持者からの寄付であるという。シーシェパードのウェブサイトでは有名企業からの寄付も多いとしており、米アウトドア用品メーカー・小売業者パタゴニア社、旅行ガイドブックの業界で世界一のロンリープラネット社、豪州のビール会社など30社が「スポンサー」として名を連ねているが、その真偽は不明。。パタゴニア社は、シーシェパードの活動に関して「海洋の生態系を保護し保存するためのアプローチの一つとして、直接行動という手段に出ていることも承知しています」との立場を表明した。
オーストラリアでは、イアン・キャンベル元環境大臣（Ian Campbell）が支持を表明しているほか、緑の党が同団体の活動を支えている。
国際捕鯨委員会（IWC）では、2008年、元副委員長のホルスト・クラインシュミット（Horst Kleinschmidt）が同団体にアドバイザーとして加入した。
米人気テレビ番組の元司会者だったボブ・バーカーは500万ドル（約4億7千万円）を寄付した。なお、シーシェパードはパーカーの名を冠した船を所有している。
米コメディ・アニメ・シリーズ「ザ・シンプソンズ」などのテレビプロデューサーであり脚本家のサム・サイモンも資金を提供した。シーシェパードはサイモンの名を冠した船を所有している。
2016年以降、違法漁業（密漁）を取り締まりなどのためにシーシェパードと正式に提携を行っている国家が増加しており、これまでにガボン、リベリア、タンザニア、ガンビア、ベナン、サントメ・プリンシペ、シエラレオネ、ナミビア、ツバルがシーシェパードと協力関係を結んでいる。
シーシェパードに支持者とされた著名人
- ダライ・ラマ14世[201]

ダライ・ラマ14世本人は2010年、東京での記者会見で、シーシェパードに対し「（暴力的な）行動をやめるよう書簡を出した」と明らかにし、過激な活動を批判した。
| - ホルスト・クラインシュミット - 元IWC副委員長 - イアン・キャンベル - 元オーストラリア環境相 - リチャード・ディーン・アンダーソン - 俳優 - クリスチャン・ベール - 俳優 - オーランド・ブルーム - 俳優 - ピアース・ブロスナン - 俳優 | - ダリル・ハンナ - 女優 - エドワード・ノートン - 俳優 - マーティン・シーン - 俳優 - ユマ・サーマン - 俳優 - ヘイデン・パネッティーア - 女優 |

報道された著名人の支持者
- ミック・ジャガー - イギリスのミュージシャン[208]
- ショーン・ペン - 俳優[208]
- ニッケルバック - カナダのロックバンド[209]
- レイラーニ・ミュンター（Leilani Munter） - NASCARの女性レーサー[210]
- ミシェル・ロドリゲス - 女優[211]
- ステラ・マッカートニー - ファッションデザイナー[212]

報道された著名人の元支持者
- スティーブン・セガール - 俳優[213]
- リック・オバリー - イルカの元調教師、保護活動家。ポール・ワトソンによると、以前は同団体の顧問会議に名を連ねていたが、映画『ザ・コーヴ』の撮影の障害とならないようにシーシェパードとの一切の関係を絶ったという[214]。
- アディ・ギル - 実業家。同団体に寄付金をし、抗議船にアディ・ギルの名前が付けられた[215]。

団体・企業の支持者
- オーストラリア緑の党・タスマニア緑の党 - オーストラリアの政党 [216]
- パタゴニア - アメリカのアウトドア用品等の製造販売を行う企業[217] -米国本社の環境助成金プログラムを通じて、1993年と2007年の2回、計14,000ドル寄付した実績がある。以後、現時点まで金銭的な寄付は行ってないとしている[218]。
- ラッシュ - イギリスのバス用品、石鹸、美容用品を取り扱う企業[219]
- クイックシルバー - アメリカのサーフィンやスノーボード等の製造販売を行う企業[220]
- Bluetongue Beer - オーストラリアのビール製造企業[217]
- 2008年、コカ・コーラのオーストラリア現地法人Coca-Cola Amatilがシーシェパードのスポンサーになることを検討していると報道された[221]。
- アディダス - 2015年6月29日に国連本部で行われた気候変動イベントの中で、アディダスがシーシェパードも一員である海洋保護団体「PARLEY FOR THE OCEANS」とパートナーを結ぶことを発表。その活動の一環でシーシェパードを支援し、西アフリカ沖で集めたとされる刺し網を100%再利用して作ったスニーカーを共同で制作。[222]また、この発表の中でワトソン容疑者が潜伏先であるフランスの自宅からビデオ出演していたことも明らかになった。[223]

### その他
2015年の『ビハインド・ザ・コーヴ　〜捕鯨問題の謎に迫る〜』や、業界関係者のほかに『シン・ゴジラ』などの作品で知られる樋口真嗣も出演した2023年の『鯨のレストラン 〜SDGsとクジラ〜』を監督した八木景子は、日本の捕鯨を支持する立場である一方で国内の捕鯨業界の不手際と腐敗も批判しており、その中の一つとして太地町に「シーシェパード犠牲者ビジネス」が存在することを挙げている。エクス＝マルセイユ大学のGilles Pachéは、シーシェパードの物議を醸す抗議活動は、捕鯨阻止という目標を超えて、環境保護と深く根付いた慣習との対立や、日本政府に支援されている捕鯨業界の強大さを浮き彫りにしたとThe Conversationに書いている。
なお、東日本大震災の復興予算の一部は捕鯨事業の赤字の補填やシーシェパードへの対策にも流用されたとされている。東日本大震災の経済への影響#復旧・復興費用も参照。

## 関連メディア

### 太地町の捕鯨に関するドキュメンタリー
2011年NHKは、『NHKスペシャル -クジラと生きる-』、『ETV特集 -鯨の町に生きる-』を放送した。内容は、シーシェパードが太地町で漁業を妨害しているさまを示し、和歌山県の仁坂知事はシーシェパードの行為を「乱暴狼藉」と評した。
仁坂知事は、NHKスペシャルについてメッセージを公表し、シーシェパードは「野蛮」「乱暴者」「違いを容認できない輩」であるとした上で、「（放置することは）もはや太地町で攻撃に耐えている人たちを見殺しにすることだ」と述べ、「ぶれることなく、一貫して、太地町の鯨漁を守る」とし、「太地の方々も 引き続き挑発に乗らずこれまでのように立派な生き方を続けて下さい」とメッセージを締めくくった。
2015年『ビハインド・ザ・コーヴ　〜捕鯨問題の謎に迫る〜』（八木景子監督による映画）が公開。
シェパードー2014年リーダー：デヴィット・ハンスのインタビューや、シー・シェパードメンバーの和歌山県太地町での現状をドキュメント。

### フィクション・大衆文化
- Whale Whores

アメリカのアニメ『サウスパーク』のエピソード。シーシェパードの南氷洋上での反捕鯨活動を取り上げたアニマルプラネットの人気番組『Whale Wars』をもじったタイトルで『鯨娼婦』の意。『Whale Wars』におけるシーシェパードの演出手法が日本とともに揶揄された。第13シーズン第11話（2009年11月28日放送）。
- 元祖!浦安鉄筋家族

浜岡賢次の漫画。28巻にポール・ワトソンそっくりな男がパロディ・キャラクターとして登場し、「クジラ食うな！」と叫びながら船の上から投石した。巻末の作者コメントには、登場させた理由に政治的なメッセージは無いと記載されている。
- 秘密結社鷹の爪 独立愚連広報部

蛙男商会製作のアニメーション。第66話にポール・ワトソンに似たキャラクターが「ウシやニワトリやブタは薬漬けにして箱詰めにして工場でオートメーション化してもいいがクジラを殺すのは許さない」と叫びながら、団員とともに日本の巡視船に酪酸を投げるシーンや、「国際イワシ食べないで団体、シーピジョン」というパロディ団体が登場する。